# Иодид тантала(V)
Иодид тантала(V) — неорганическое соединение, соль металла тантала и иодистоводородной кислоты с формулой TaI5, тёмно-коричневые кристаллы, реагирует с водой.

## Получение
- Перегонка бромида тантала(V) с безводным иодистым водородом:

{\displaystyle {\mathsf {TaBr_{5}+5HI\ {\xrightarrow {T}}\ TaI_{5}+5HBr}}}

## Физические свойства
Иодид тантала(V) образует тёмно-коричневые кристаллы, которые гидролизуется водой.
Плохо растворяется в органических растворителях.

## Химические свойства
- Реагирует с водой:

{\displaystyle {\mathsf {2TaI_{5}+5H_{2}O\ {\xrightarrow {}}\ Ta_{2}O_{5}\downarrow +10HI}}}